# Zarela Villanueva Monge
Zarela Villanueva Monge (Cartago, 24 de mayo de 1952) es una magistrada costarricense y presidenta de la Corte Suprema de Justicia de Costa Rica del 13 de mayo de 2013 al 13 de mayo de 2017.

## Biografía
Nació en Cartago, el 24 de mayo de 1952, es hija del político liberacionista tres veces diputado Jorge Villanueva Badilla y Teresita Monge Arias. Villanueva es egresada en derecho de la Universidad de Costa Rica y fue presidenta de la Asociación de Estudiantes de Derecho entre 1975 y 1976. Es especialista en Derecho Agrario y tiene un posgrado en Violencia Social y Familiar de la UNED.
Se desempeñó como alcaldesa civil y de trabajo en Turrialba en 1976, agente fiscal en Heredia, jueza de instrucción y agente fiscal en Paraíso hasta 1979, jueza de primera instancia Civil y de Trabajo en Cartago hasta 1987 y luego jueza superior penal y laboral. En 1989 fue nombrada magistrada de la Sala Segunda encargada de la revisión de procesos laborales y familiares. Luego en 2010 fue nombrada vicepresidenta de la Corte Suprema de Justicia y ejerció interinamente la presidencia tras el fallecimiento del titular Luis Paulino Mora, hasta que se le eligió como presidenta por el pleno de la Corte en mayo de 2013, siendo la primera mujer presidenta del Poder Judicial en la historia costarricense.
El 13 de mayo de 2017 se jubila y deja como principal legado haber sido la primera mujer que preside la Corte Suprema de Justicia.
Su hermano Luis Gerardo Villanueva ha sido diputado y presidente del Congreso, miembro del Partido Liberación Nacional.